# 塚本重頼
塚本 重頼（つかもと しげより、1913年〈大正2年〉7月24日 - 1992年〈平成4年〉4月10日）は、日本の裁判官、弁護士、法学者（英米法・労働法）。中央大学名誉教授。元最高裁判所判事。藍綬褒章、勲一等瑞宝章受章。岐阜県出身。

## 人物
1936年中央大学法学部卒業。1937年高等試験司法科試験合格。8年間裁判官生活を送っていたが、1947年に弁護士に転身。昭和電工事件や造船疑獄などを担当。
1949年母校である中央大学法学部専任講師。1951年中央大学法学部教授に就任。1954年中央大学選任評議員。1958年法学博士の学位を取得。1979年3月中央大学依願退職。
1979年4月に最高裁判事となる。2年間最高裁判事を務めたが、1981年10月に病気を理由に依願退官した。
1985年服部セイコー監査役就任。1991年退任。
趣味は温泉めぐりや8ミリ映画、外国旅行。

## 受章歴
- 藍綬褒章（1970年）
- 勲一等瑞宝章（1985年）

## 主な業績
- 『註解アメリカ憲法』（酒井書店 , 1955年初版・1983年全訂新版）
- 『自由と平等の限界』（酒井書店 , 1959年）
- 『アメリカ労働法の諸問題』（中央大学出版部 , 1961年）
- 『英米不法行為法』（酒井書店 , 1962年）
- 『アメリカ憲法研究 : 違憲性の審査基準』（酒井書店 , 1985年）
- 『裁判制度の国際比較』（中央大学出版部 , 1989年）